# Hettinger, Dakota de Nord
Hettinger, North Dakota este sediul comitatului Adams (conform originalului din engleză, Adams County), unul din cele 53 de comitate ale statului american Dakota de Nord.